# Шелігі (Свентокшиське воєводство)
Шелігі (пол. Szeligi) — село в Польщі, у гміні Павлув Стараховицького повіту Свентокшиського воєводства.
Населення — 60 осіб (2011).
У 1975-1998 роках село належало до Келецького воєводства.

## Демографія
Демографічна структура на день 31 березня 2011 року:
|          | Загалом | Допрацездатний вік | Працездатний вік | Постпрацездатний вік |
| -------- | ------- | ------------------ | ---------------- | -------------------- |
| Чоловіки | 30      | 7                  | 20               | 3                    |
| Жінки    | 30      | 6                  | 17               | 7                    |
| Разом    | 60      | 13                 | 37               | 10                   |